# Cchaj Ta-feng
Cchaj Ta-feng (čínsky pchin-jinem Cài Dáfēng, znaky zjednodušené 蔡达峰; * 13. června 1960) je čínský architekt a politik. Vystudoval a poté přednášel na univerzitě Tchung-ťi, od roku 1993 působil na univerzitě Fu-tan, naposled jako viceprezident univerzity (2003–2015) a poté opět krátce na univerzitě Tchung-ťi (viceprezident 2016–2017). Vstoupil do Čínského sdružení pro rozvoj demokracie a začal se věnovat politické činnosti jako místopředseda (2007–2017) a předseda (od 2017) ústředního výboru sdružení, místopředseda stálého výboru šanghajského městského lidového shromáždění a člen stálého výboru celostátního výboru Čínského lidového politického poradního shromáždění (obojí 2008–2018) a místopředseda stálého výboru Všečínského shromáždění lidových zástupců (parlamentu, od 2018).

## Život
Cchaj Ta-feng se narodil 13. června 1960 v Šanghaji. Od roku 1978 studoval architekturu na univerzitě Tchung-ťi, absolvoval v roce 1985 ziskem magisterského titulu. V témže roce se stal zaměstnancem šanghajského muzea. V únoru 1987 zahájil doktorandské studium architektury na univerzitě Tchung-ťi. Od října 1990 působil jako docent na katedře architektury téže univerzity. Od září 1993 působil postupně jako docent, profesor, proděkan a děkan katedry kultury a muzeologie univerzity Fu-tan. V únoru 1995 vstoupil do Čínského sdružení pro rozvoj demokracie, jedné z menších politických stran v Čínské lidové republice. Na univerzitě Fu-tan roku 1999 postoupil na místo ředitele Úřadu pro akademické záležitosti a od roku 2003 vykonával úřad viceprezidenta univerzity (do roku 2015).
Od ledna 2008 působil jako místopředseda stálého výboru šanghajského městského lidového shromáždění a současně člen stálého výboru celostátního výboru Čínského lidového politického poradního shromáždění (obojí do roku 2018). V dubnu 2016 se vrátil na univerzitu Tchung-ťi, když byl jmenován jejím viceprezidentem (do roku 2017). Mezitím v Čínském sdružení pro rozvoj demokracie v letech 2007–2016 vedl šanghajskou organizaci sdružení (a předtím byl pět let místopředsedou jejího šanghajského výboru), v prosinci 2007 byl zvolen místopředsedou ústředního výboru, v prosinci 2012 potvrzen místopředsedou na další funkční období a v prosinci 2016 povýšil na výkonného místopředsedu. Na sjezdu sdružení v prosinci 2017 byl zvolen předsedou ústředního výboru a v březnu 2018 byl – jak je u předsedy sdružení obvyklé – zvolen i místopředsedou stálého výboru Všečínského shromáždění lidových zástupců (parlamentu). V prosinci 2022 a březnu 2023 byl znovuzvolen do čela sdružení, resp. do místopředsednické funkce ve shromáždění.